# Possessed by the Night
Pour plus de détails, voir Fiche technique et Distribution.
Possessed by the Night est un thriller érotique américain sorti en 1994, réalisé par Fred Olen Ray qui l’a aussi co-écrit et qui fait une brève apparition dans le film. Il met en vedette Shannon Tweed,,.

## Synopsis
Un écrivain d’horreur nommé Howard Hansen achète dans une petite boutique de Chinatown un pot surdimensionné, contenant un étrange monstre mariné. Il tombe rapidement sous son influence surnaturelle. Non seulement il peut produire des pages de manuscrit comme jamais auparavant, mais il devient aussi plus agressif sexuellement. Son changement inhabituel commence à troubler sa femme, Peggy, en particulier après l’arrivée de sa nouvelle secrétaire blonde et sexy, Carol McKay.
Ce que Howard et Peggy ne savent pas, c’est que Carol conspire avec son partenaire Murray Dunlap, l’agent littéraire cupide d’Howard, pour voler son manuscrit. Carol devient bientôt possédée elle aussi par la chose dans le bocal, jouant à des jeux sexuels violents avec Howard et Peggy, ce qui terrorise Peggy. Finalement elle se retourne contre Murray, ce qui conduit à un point culminant hyper-violent où presque tout le monde fait exploser son co-conspirateur avec des armes automatiques .

## Distribution
- Shannon Tweed : Carol McKay
- Ted Prior : Howard Hansen
- Sandahl Bergman : Peggy Hansen
- Chad McQueen : Gus
- Frank Sivero : Murray Dunlap
- Turhan Bey : Calvin
- Henry Silva : Scott Lindsey
- Sigal Diamant : réceptionniste
- Joe Kuroda : M. Wong
- Byron Mann : Fok Ping Wong
- Melissa Brasselle : Trina
- Fred Olen Ray : serveur
- Amy Rochelle : femme en bikini
- Alan Amiel : détective
- Elana Shoshan : Sheila
- Peter Spellos : Big Ed
- Kimberly O’Brien : Jill
- Dawn Warner Ramos : prostituée (non créditée)[7]